# Бережинка (Первозванівська сільська громада)
Бережи́нка — село в Україні, у Первозванівській сільській громаді Кропивницького району Кіровоградської області. Колишній центр Бережинської сільської ради. Протікає р. Писарівка.

## Історія
Одним з перших поселенцем цих місць був писар Деряба, від професії якого і отримала свою назву річка Писарівка.

## Населення
Згідно з переписом УРСР 1989 року чисельність наявного населення села становила 1906 осіб, з яких 903 чоловіки та 1003 жінки.
За переписом населення України 2001 року в селі мешкали 2094 особи.

### Мова
Розподіл населення за рідною мовою за даними перепису 2001 року:
| Мова       | Відсоток |
| ---------- | -------- |
| українська | 92,84 %  |
| російська  | 6,44 %   |
| білоруська | 0,48 %   |
| молдовська | 0,24 %   |

## Відомі люди
- Боженко Василь Назарович (1867/1869/1871-1919) — більшовицький польовий командир